# Regina Amstetten
Regina Amstetten ist ein deutsches Filmdrama aus dem Jahre 1953 von Kurt Neumann mit Luise Ullrich, Carl Raddatz und Hollywood-Heimkehrer Willy Eichberger, der hier unter seinem US-Pseudonym „Carl Esmond“ auftrat, in den Hauptrollen. Der Geschichte lag eine frei bearbeitete Novelle von Ernst Wiechert zugrunde.

## Handlung
Deutschland im Jahre 1938. Die verwitwete Regina von Bredow verwaltet für ihre beiden erwachsenen Söhne Jürgen und Kersten und die Tochter Hanna das familieneigene Gut im Mecklenburger Land. Kurz vor Kriegsausbruch lernt Regina im Dörfchen nahe liegenden Bredow den Medizinprofessor Werner Grüter aus der Schweiz kennen. Es braucht nur wenige Tage, da haben sich die Baronin und der musische Chirurg ineinander verliebt. Als Grüter nach fünf Tagen das Gut wieder verlässt, verspricht er Regina, sie zu heiraten. Doch nur wenig später kommt der Gatte in spe bei einem Unglück ums Leben. Regina steht nun wieder allein da und muss ihren drei Kindern beichten, dass sie von dem Professor ein Kind erwartet. Ihre beiden Jungs und auch die Tochter sind sehr standesbewusst und dünkelhaft und empfinden Schande, angesichts der Tatsache, dass ihre Mutter ein uneheliches Kind zur Welt bringen wird.
Ein interfamiliärer Konflikt bricht offen aus: Reginas Kinder erwarten von Regina nicht weniger, als dass sie einem medizinischen Rat folgt und jetzt, im frühen Stadium, den Fötus abtreibt. Regina verwahrt sich gegen die Einmischung, sie hat diesen Mann aufrichtig geliebt und freut sich auf die in ihr wachsende Frucht dieser Liebe. Sie verlässt das familieneigene Gut, um fern von Mecklenburg, in einer großen und anonymen Stadt, unter ihrem Mädchennamen Regina Amstetten das Kind zu bekommen und unbehelligt weiterzuleben. Nach dem Krieg, in dem Kersten von Bredow sein Leben lassen musste, findet der ältere Bruder Jürgen, der aus sowjetischer Kriegsgefangenschaft heimgekehrt ist, das Bredow-Anwesen durch marodierende Rotarmisten zerstört und seine Mutter, die sich ihren Lebensunterhalt als Hotelangestellte verdient, mit einem unehelichen Sohn in Frankfurt am Main. Zwischen der Mutter und den verbliebenen zwei Kindern kommt es zur Aussöhnung.

## Produktionsnotizen
Regina Amstetten entstand 1953 im Filmatelier Göttingen und in Benningsen bei Hannover (Außenaufnahmen) und wurde am 2. Februar 1954 in Stuttgart uraufgeführt. Neun Tage darauf war die Berliner Premiere.
Der Film kostete 901.000 DM und wurde im Frühjahr 1954, kurz nach der Premiere, Gegenstand eines Gerichtsprozesses. Die verwitwete Rudolfine von Bredow meinte in der Geschichte nur leicht verklausulierte Passagen ihres eigenen Lebens ausgemacht zu haben und klagte auf Verletzung des Persönlichkeitsrechts. Es kam zu einem Vergleich.
Hans Tost übernahm die Produktionsleitung. Gabriel Pellon entwarf die von Hans-Jürgen Kiebach ausgeführten Filmbauten.

## Wissenswertes
Für Luise Ullrich und ihrem Co-Star Willy Eichberger (Carl Esmond), die hier das Liebespaar verkörpern, bedeutete Regina Amstetten ein Wiedersehen nach gut zwanzig Jahren: 1932/33 hatten die beiden Wiener Schauspieler in Max Ophüls’ berühmte Liebelei-Verfilmung miteinander gespielt. Während die Ullrich anschließend im Dritten Reich Karriere machte, erarbeitete sich Esmond in Hollywood einen Namen mit tragenden Nebenrollen.

## Kritiken
Im Spiegel hieß es: “Schwärmerisch ideal und stimmungsträchtig, ist der Frauenschicksalsfilm „Regina Amstetten“ (mit verwehten Spuren von Ernst Wiecherts Novelle im Drehbuch) millimetergenau nach dem bewährten Ufa-Qualitätsschema verfertigt. 95 Minuten lang erstrahlt Luise Ullrich als Titelheldinmutter, als reife, adlige Gutsherrin, Frischverliebte und Flüchtling in dem pikantmilden Zauber, der ihr seit „Vergiß die Liebe nicht“ eine neue Popularitätshausse verschafft hat.”
Das Lexikon des Internationalen Films urteilt: „Deutsche Kino-Melodramatik mit viel peinlichem Pathos.“